# John Trevor Stuart

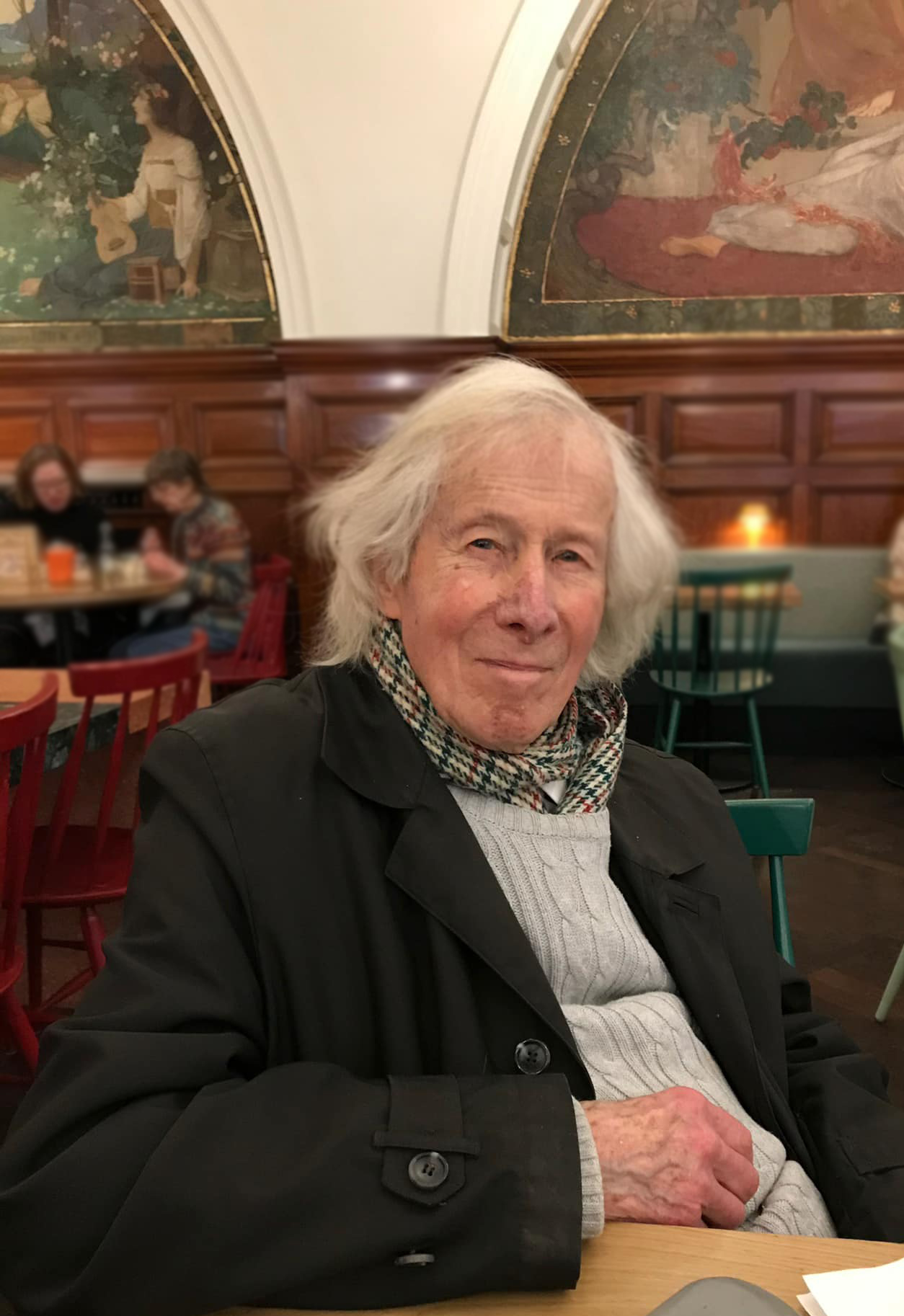
John Trevor Stuart

John Trevor Stuart, genannt Trevor (* 29. Januar 1929; † 17. Dezember 2023), war ein britischer Angewandter Mathematiker, der sich mit theoretischer Hydrodynamik, hydrodynamischer Stabilität und nichtlinearen partiellen Differentialgleichungen befasste.

## Werdegang
Stuart studierte am Imperial College London mit der Promotion 1953 (Stability of viscous motion for finite disturbances) und war danach einige Jahre in der Abteilung Aeronautik des National Physical Laboratory tätig, bevor er ans Imperial College zurückkehrte. 1966 wurde er dort Professor für theoretische Hydrodynamik. Von 1974 bis 1979 und von 1983 bis 1986 stand er der Mathematik-Fakultät vor. Von 1990 bis 1993 war er Dekan des Royal College of Science.
1984 erhielt er den Senior-Whitehead-Preis und 1985 den Otto-Laporte-Preis. Er war Fellow der Royal Society (1974) und Ehrendoktor der Brown University und der University of East Anglia.
Er war Herausgeber der Biographical Memoirs der Fellows der Royal Society.

## Schriften
- Taylor-Vortex Flow: A Dynamical System. In: SIAM Review. Band 28, Nr. 3, 1986, S. 315–342, doi:10.1137/1028104.
- Evolution of vorticity in perturbed flow in a pipe. In: Experimental Thermal and Fluid Science. Band 13, Nr. 3, 1996, 206–201, doi:10.1016/S0894-1777(96)00081-7.
- Singularities in Three-Dimensional Compressible Euler Flows with Vorticity. In: Theoretical and Computational Fluid Dynamics. Band 10, Nr. 1/4, 1998, S. 385–391, doi:10.1007/s001620050071.